# 례위향

례위향의 위치

례위향(한국어: 열서향, 중국어: 烈嶼鄉, 병음: Lièyǔ Xiāng, 백화자: Lia̍t-sū-hiong)은 중화민국 진먼현의 향이다. 넓이는 16.003km2이고, 인구는 2015년 8월 기준으로 12,343명이다.

## 역사
당나라 시대 중원에서 건너온 사람들이 섬을 개발했다. 송나라 시대에 염전이 설치되었고, 청나라 시대에는 왜구를 막기 위해 청군이 주둔하였다.
1987년, 베트남 보트피플에 대한 학살이 일어났다.

## 지리
례위향은 샤오진먼섬(小金門島)을 차지하는 행정 구역이며, 진먼현 다진먼섬(大金門島)의 서쪽 약 2해리에 위치한다.